# Hoa hậu Hoàn vũ Việt Nam 2017
Hoa hậu Hoàn vũ Việt Nam 2017 là cuộc thi Hoa hậu Hoàn vũ Việt Nam lần thứ ba được tổ chức vào ngày 6 tháng 1 năm 2018 tại Trung tâm Hội nghị Hoàn vũ, Nha Trang, Khánh Hòa nhằm tìm kiếm đại diện Việt Nam tại Hoa hậu Hoàn vũ 2018. Cuộc thi năm nay có chủ đề là "Futurista - Người kế vị tương lai". Hoa hậu Hoàn vũ Việt Nam 2015 Phạm Thị Hương đến từ Hải Phòng đã trao lại vương miện cho người kế nhiệm là H'Hen Niê đến từ Đắk Lắk.

## Kết quả

### Thứ hạng
| Kết quả                                                    | Thí sinh | Vị trí Quốc tế                                                                                         |
| ---------------------------------------------------------- | --- | --- |
| Hoa hậu Hoàn vũ Việt Nam 2017 (Miss Universe Vietnam 2018) | - 424 – H'Hen Niê | - Top 5 – Hoa hậu Hoàn vũ 2018                                                                         |
| Á hậu 1 (Miss Universe Vietnam 2019)                       | - 404 – Hoàng Thị Thùy                                                                                               | - Top 15 – Top Model of the World 2012 - Top 20 – Hoa hậu Hoàn vũ 2019                                 |
| Á hậu 2                                                    | - 242 – Mâu Thị Thanh Thủy                                                                                           | |
| Top 5                                                      | - 413 – Bùi Thanh Hằng - 349 – Tiêu Ngọc Linh                                                                        | |
| Top 10                                                     | - 303 – Nguyễn Thị Ngọc Anh - 104 – Hoàng Lan - 335 – Hoàng Như Ngọc - 346 – Nguyễn Thị Ngọc Nữ - 238 – Lê Thu Trang | |
| Top 15                                                     | - 236 – Nguyễn Thị Anh                                                                                               | - Top 10 – Hoa hậu Hoàn cầu 2013 - Tham dự – Top Model of the World 2015 - Á hậu 3 – Miss Onelife 2019 |
| Top 15                                                     | - 127 – Lê Thanh Tú - 213 – Lê Thị Minh Thiết - 234 – Trần Thị Thùy Trang - 115 – Vũ Thị Tuyết Trang                 | |

### Thứ tự công bố
| 1. Bùi Thanh Hằng 2. H'Hen Niê 3. Hoàng Lan 4. Hoàng Như Ngọc 5. Hoàng Thị Thùy 6. Lê Thanh Tú 7. Lê Thị Minh Thiết 8. Lê Thu Trang 9. Mâu Thị Thanh Thủy 10. Nguyễn Thị Anh 11. Nguyễn Thị Ngọc Nữ 12. Nguyễn Thị Ngọc Anh 13. Tiêu Ngọc Linh 14. Trần Thị Thùy Trang 15. Vũ Thị Tuyết Trang | 1. Bùi Thanh Hằng 2. H'Hen Niê 3. Hoàng Lan 4. Hoàng Như Ngọc 5. Hoàng Thị Thùy 6. Lê Thu Trang 7. Mâu Thị Thanh Thủy 8. Nguyễn Thị Ngọc Nữ 9. Nguyễn Thị Ngọc Anh 10. Tiêu Ngọc Linh | 1. Bùi Thanh Hằng 2. H'Hen Niê 3. Hoàng Thị Thùy 4. Mâu Thị Thanh Thủy 5. Tiêu Ngọc Linh | 1. H'Hen Niê 2. Mâu Thị Thanh Thủy 3. Hoàng Thị Thùy |

## Các giải thưởng phụ
| Giải phụ                      | Thí sinh                           |
| Người đẹp Biển                | - Đắk Lắk – H'Hen Niê              |
| Người đẹp Áo dài              | - Tuyên Quang – Trình Thị Mỹ Duyên |
| Người đẹp Thể thao            | - An Giang – Huỳnh Thị Cẩm Tiên    |
| Người đẹp Tài năng            | - Hà Nội – Hoàng Hải Thu           |
| Người đẹp Ảnh                 | - Nghệ An – Nguyễn Thị Ngọc Nữ     |
| Người đẹp được yêu thích nhất | - Thanh Hóa – Hoàng Thị Thùy       |
| Người đẹp Thân thiện          | - Hà Nội – Nguyễn Thị Ngọc Anh     |

#### Người đẹp Tài năng
| Kết quả     | Thí sinh |
| Chiến thắng | - Hà Nội – Hoàng Hải Thu |
| Top 15      | - Đắk Lắk – H'Hen Niê - Đồng Nai – Lâm Quế Phi - Thành phố Hồ Chí Minh – Mâu Thị Thanh Thủy - Hà Nam – Hoàng Lan - Trà Vinh – Lê Thị Kiều Nhung - Hà Nội – Nguyễn Thị Ngọc Anh - Hà Nội – Lê Thu Trang - Bắc Giang – Lê Thị Thu Trang - Nghệ An – Nguyễn Thị Thơm - Hà Nội – Lê Thanh Tú - Hà Nội – Vũ Thị Tuyết Trang - Thành phố Hồ Chí Minh – Nguyễn Thanh Vân Anh - Tiền Giang – Trần Thị Ngọc Trúc - Hà Nội – Bùi Thanh Hằng |

### Các giải thưởng phụ (Social Media)
| Giải phụ           | Thí sinh                                     |
| Best Body          | - Thành phố Hồ Chí Minh – Mâu Thị Thanh Thủy |
| Best Catwalk       | - Thanh Hóa – Hoàng Thị Thùy                 |
| Best Face          | - Thanh Hóa – Hoàng Thị Thùy                 |
| Best English Skill | - Thành phố Hồ Chí Minh – Nguyễn Phương Hoa  |
| Best Social Media  | - Đắk Lắk – H'Hen Niê                        |
| Best Interview     | - Hà Nội – Vũ Thị Tuyết Trang                |

| Kết quả     | Thí sinh                                     | Tỉ lệ bình chọn |
| Chiến thắng | - Thành phố Hồ Chí Minh – Mâu Thị Thanh Thủy | 22,41%          |
| Top 3       | - Thanh Hóa – Hoàng Thị Thùy                 | 18,97%          |
| Top 3       | - Đắk Lắk – H'Hen Niê                        | 17,24%          |
| Top 7       | - Hà Nội – Nguyễn Thị Ngọc Anh               | 4,60%           |
| Top 7       | - Hà Nội – Lê Thanh Tú                       | 4,02%           |
| Top 7       | - Hải Phòng – Lê Thị Thu Huyền               | 3,45%           |
| Top 7       | - Hà Nội – Nguyễn Thị Anh                    | 3,45%           |

| Kết quả     | Thí sinh                                     | Điểm |
| Chiến thắng | - Thanh Hóa – Hoàng Thị Thùy                 |      |
| Top 6       | - Thành phố Hồ Chí Minh – Mâu Thị Thanh Thủy | 7.75 |
| Top 6       | - Thừa Thiên Huế – Trần Thị Thùy Trang       | 7.00 |
| Top 6       | - An Giang – Huỳnh Thị Cẩm Tiên              | 6.13 |
| Top 6       | - Tuyên Quang – Trình Thị Mỹ Duyên           | 5.88 |
| Top 6       | - Nghệ An – Nguyễn Thị Ngọc Nữ               | 5.63 |

| Kết quả     | Thí sinh |
| Chiến thắng | - Thanh Hóa – Hoàng Thị Thùy                                                                                           |
| Top 2       | - Hà Nội – Vũ Thị Tuyết Trang                                                                                          |
| Top 4       | - Thành phố Hồ Chí Minh – Mâu Thị Thanh Thủy - Nghệ An – Nguyễn Thị Ngọc Nữ                                            |
| Top 8       | - Đắk Lắk – Đỗ Lan Vy - An Giang – Bùi Lý Thiên Hương - Hà Nội – Nguyễn Thị Anh - Thừa Thiên Huế – Trần Thị Thùy Trang |

| Kết quả     | Thí sinh                                    | Số lượt bình chọn |
| Chiến thắng | - Thành phố Hồ Chí Minh – Nguyễn Phương Hoa | 52,045            |
| Top 6       | - Hải Dương – Tiêu Ngọc Linh                | 44,746            |
| Top 6       | - Hà Nam – Hoàng Lan                        | 8,267             |
| Top 6       | - Đắk Lắk – Đỗ Lan Vy                       | 4,445             |
| Top 6       | - Hà Nội – Vũ Thị Tuyết Trang               | 4,368             |
| Top 6       | - Bình Dương – Hoàng Như Ngọc               | 716               |

| Kết quả     | Thí sinh |
| Chiến thắng | - Hà Nội – Vũ Thị Tuyết Trang |
| Top 4       | - Hà Nội – Bùi Thanh Hằng - Hải Dương – Tiêu Ngọc Linh - Đắk Lắk – H'Hen Niê                                                       |
| Top 8       | - Thành phố Hồ Chí Minh – Mâu Thị Thanh Thủy - Thanh Hóa – Hoàng Thị Thùy - Tuyên Quang – Trình Thị Mỹ Duyên - Hải Phòng – Mai Anh |

| Kết quả     | Thí sinh |
| Chiến thắng | - Đắk Lắk – H'Hen Niê |
| Top 5       | - Thanh Hóa – Hoàng Thị Thùy - Nghệ An – Nguyễn Thị Ngọc Nữ - Thành phố Hồ Chí Minh – Mâu Thị Thanh Thủy - Tuyên Quang – Trình Thị Mỹ Duyên |

## Ban giám khảo
| Họ và tên                    | Nghề nghiệp, danh hiệu                             | Vai trò              |
| ---------------------------- | -------------------------------------------------- | -------------------- |
| Võ Thị Xuân Trang            | Hiệu trưởng Trường John Robert Powers Việt Nam     | Trưởng ban giám khảo |
| Hoàng Đức Sâm (Samuel Hoàng) | Nhiếp ảnh gia                                      | Thành viên           |
| Trần Thị Hương Giang         | Hoa hậu Hải Dương 2006                             | Thành viên           |
| Lê Diệp Linh                 | Tiến sĩ, Bác sĩ nhân trắc học                      | Thành viên           |
| Phan Anh                     | MC, diễn viên, người mẫu ảnh, nhà hoạt động xã hội | Thành viên           |
| Thuận Việt                   | Nhà thiết kế                                       | Thành viên           |
| Vũ Thị Hoàng My              | Đạo diễn, Á hậu 1 Hoa hậu Việt Nam 2010            | Thành viên           |

## Thí sinh tham gia

### Top 70 thí sinh truyền hình thực tế và bán kết[2]
Ban đầu có 70 thí sinh vượt qua vòng sơ khảo nhưng chỉ còn 63 thí sinh dự thi đêm bán kết vì các thí sinh rút lui khỏi cuộc thi.
| STT | Họ tên                  | Năm sinh | SBD | Chiều cao | Quê quán              | Ghi chú                                    |
| --- | ----------------------- | -------- | --- | --------- | --------------------- | ------------------------------------------ |
| 1   | Lê Thị Hải Anh          | 1995     | 408 | 1,70 m    | Hà Nội                | Rút lui trước đêm bán kết vì lý do cá nhân |
| 2   | Nguyễn Thị Lan Anh      | 1996     | 328 | 1,66 m    | Quảng Ninh            |                                            |
| 3   | Nguyễn Thanh Phương Đài | 1997     | 138 | 1,67 m    | Thành phố Hồ Chí Minh |                                            |
| 4   | Phạm Thùy Dung          | 1991     | 225 | 1,69 m    | Hải Phòng             |                                            |
| 5   | Lê Thị Mỹ Hạnh          | 1996     | 145 | 1,66 m    | Cần Thơ               |                                            |
| 6   | Thái Thị Hoa            | 1994     | 241 | 1,73 m    | Gia Lai               |                                            |
| 7   | Đỗ Hương Ly             | 1995     | 218 | 1,71 m    | Thanh Hóa             |                                            |
| 8   | Ngô Thị Quỳnh Mai       | 1995     | 425 | 1,71m     | Thành phố Hồ Chí Minh | Rút lui trước đêm bán kết vì lý do cá nhân |
| 9   | Lê Thị Minh Mẫn         | 1996     | 306 | 1,70 m    | Hà Tĩnh               |                                            |
| 10  | Lê Thị Ánh Minh         | 1997     | 112 | 1,66 m    | Thành phố Hồ Chí Minh | Thắng thử thách "Tôi vì cộng đồng"         |
| 11  | Lê Nguyễn Trà My        | 1998     | 305 | 1,73 m    | Thanh Hóa             |                                            |
| 12  | Nguyễn Thị Ái Ngân      | 1995     | 200 | 1,65 m    | Lạng Sơn              |                                            |
| 13  | Nguyễn Bảo Ngọc         | 1998     | 133 | 1,66 m    | Hà Nội                |                                            |
| 14  | Phạm Thị Hồng Ngọc      | 1998     | 419 | 1,70 m    | Quảng Ngãi            |                                            |
| 15  | Lê Nguyễn Thị Yến Nhi   | 1992     | 309 | 1,65 m    | Bến Tre               |                                            |
| 16  | Phạm Thị Ngọc Quý       | 1995     | 203 | 1,75 m    | Thành phố Hồ Chí Minh | Rút lui trước đêm bán kết vì lý do cá nhân |
| 17  | Phạm Lê Bình Sơn        | 1997     | 239 | 1,67 m    | Kiên Giang            |                                            |
| 18  | Phạm Thị Sương          | 1997     |     | 1,74 m    | Đà Nẵng               | Rút lui trước đêm bán kết vì lý do cá nhân |
| 19  | Vũ Thị Thanh Thanh      | 1997     | 109 | 1,68 m    | Phú Thọ               |                                            |
| 20  | Huỳnh Thị Kim Thùy      | 1996     | 220 | 1,69 m    | Long An               |                                            |
| 21  | Võ Thị Đài Trang        | 1996     | 316 | 1,67 m    | Bình Thuận            |                                            |
| 22  | Nguyễn Thị Huyền Trang  | 1996     | 113 | 1,69 m    | Quảng Ninh            | Rút lui trước đêm bán kết vì lý do cá nhân |
| 23  | Nguyễn Thị Thanh Trang  | 1993     | 114 | 1,71 m    | Thành phố Hồ Chí Minh | Thắng thử thách "Tôi vì cộng đồng"         |

### Top 45 thí sinh chung kết
Ban đầu có 45 thí sinh vượt qua vòng bán kết nhưng chỉ còn 42 thí sinh dự thi đêm chung kết vì có thí sinh rút lui khỏi cuộc thi.
| STT | Họ tên                    | Năm sinh | SBD | Chiều cao | Quê quán              | Ghi chú                                                                                       |
| --- | ------------------------- | -------- | --- | --------- | --------------------- | --------------------------------------------------------------------------------------------- |
| 1   | Nguyễn Thị Anh            | 1993     | 236 | 1,83 m    | Hà Nội                | Top 15                                                                                        |
| 2   | Nguyễn Thị Ngọc Anh       | 1993     | 303 | 1,76 m    | Hà Nội                | Top 10 Thắng thử thách "Tôi vì cộng đồng" Người đẹp thân thiện                                |
| 3   | Mai Anh                   | 1996     | 327 | 1,71 m    | Hải Phòng             |                                                                                               |
| 4   | Nguyễn Thanh Vân Anh      | 1993     | 423 | 1,69 m    | Thành phố Hồ Chí Minh |                                                                                               |
| 5   | Trình Thị Mỹ Duyên        | 1995     | 414 | 1,67 m    | Tuyên Quang           | Người đẹp áo dài                                                                              |
| 6   | Lại Quỳnh Giang           | 1996     | 135 | 1,75 m    | Hà Nội                |                                                                                               |
| 7   | Bùi Thanh Hằng            | 1993     | 413 | 1,66 m    | Hà Nội                | Top 5                                                                                         |
| 8   | Bùi Quỳnh Hoa             | 1998     | 330 | 1,72 m    | Hà Nội                |                                                                                               |
| 9   | Nguyễn Phương Hoa         | 1995     | 240 | 1,66 m    | Thành phố Hồ Chí Minh | Best English Skill                                                                            |
| 10  | Bùi Lý Thiên Hương        | 1996     | 326 | 1,71 m    | An Giang              |                                                                                               |
| 11  | Lê Thị Thu Huyền          | 1997     | 117 | 1,67 m    | Hải Phòng             |                                                                                               |
| 12  | Đỗ Nguyễn Như Huỳnh       | 1998     | 315 | 1,72 m    | Cà Mau                | Thắng thử thách "Tôi vì cộng đồng"                                                            |
| 13  | Hoàng Lan                 | 1997     | 104 | 1,67 m    | Hà Nam                | Top 10                                                                                        |
| 14  | Tiêu Ngọc Linh            | 1994     | 349 | 1,76 m    | Hải Dương             | Top 5                                                                                         |
| 15  | Hoàng Như Ngọc            | 1998     | 335 | 1,73 m    | Bình Dương            | Top 10 Thắng thử thách "Tôi vì cộng đồng"                                                     |
| 16  | Lê Thị Kiều Nhung         | 1998     | 333 | 1,80 m    | Trà Vinh              |                                                                                               |
| 17  | H'Hen Niê                 | 1992     | 424 | 1,72 m    | Đắk Lắk               | Hoa hậu Hoàn vũ Việt Nam 2017 Người đẹp Biển Best Social Media                                |
| 18  | Nguyễn Thị Ngọc Nữ        | 1994     | 346 | 1,65 m    | Nghệ An               | Top 10 Thắng thử thách "Tôi vì cộng đồng" Người đẹp ảnh                                       |
| 19  | Lâm Quế Phi               | 1999     | 233 | 1,70 m    | Đồng Nai              |                                                                                               |
| 20  | Phan Thị Hồng Phúc        | 1996     | 247 | 1,68 m    | Tiền Giang            |                                                                                               |
| 21  | Chúng Huyền Thanh         | 1997     | 334 | 1,75 m    | Hải Phòng             | Rút lui trước đêm chung kết vì lý do sức khỏe                                                 |
| 22  | Lê Thị Minh Thiết         | 1997     | 213 | 1,75 m    | Khánh Hòa             | Top 15                                                                                        |
| 23  | Nguyễn Thị Thơm           | 1994     | 210 | 1,68 m    | Nghệ An               |                                                                                               |
| 24  | Hoàng Hải Thu             | 1995     | 106 | 1,67 m    | Hà Nội                | Người đẹp tài năng                                                                            |
| 25  | Nguyễn Thị Hồng Thương    | 1996     | 143 | 1,72 m    | Bà Rịa – Vũng Tàu     |                                                                                               |
| 26  | Nguyễn Thị Ngọc Thúy      | 1991     | 103 | 1,81 m    | Thành phố Hồ Chí Minh |                                                                                               |
| 27  | Hoàng Thị Thùy            | 1992     | 404 | 1,77 m    | Thanh Hóa             | Á hậu 1 Thắng thử thách "Tôi phong cách" Người đẹp được yêu thích nhất Best Face Best Catwalk |
| 28  | Mâu Thị Thanh Thủy        | 1992     | 242 | 1,77 m    | Thành phố Hồ Chí Minh | Á hậu 2 Thắng thử thách "Tôi phong cách" Best Body                                            |
| 29  | Huỳnh Thị Cẩm Tiên        | 1993     | 332 | 1,66 m    | An Giang              | Người đẹp thể thao                                                                            |
| 30  | Hồ Thủy Tiên              | 1997     | 302 | 1,65 m    | Đắk Nông              |                                                                                               |
| 31  | Lê Thu Trang              | 1997     | 238 | 1,73 m    | Hà Nội                | Top 10                                                                                        |
| 32  | Vũ Thị Tuyết Trang        | 1994     | 115 | 1,71 m    | Hà Nội                | Top 15 Thắng thử thách "Tôi bản lĩnh" Thắng thử thách "Tôi quyến rũ" Best Interview           |
| 33  | Lê Thị Thu Trang          | 1998     | 121 | 1,71 m    | Bắc Giang             |                                                                                               |
| 34  | Chu Thị Minh Trang        | 1993     | 119 | 1,69 m    | Hải Phòng             | Thắng thử thách "Tôi thanh lịch"                                                              |
| 35  | Trần Thị Thùy Trang       | 1997     | 234 | 1,80 m    | Huế                   | Top 15                                                                                        |
| 36  | Đoàn Thị Hồng Trang       | 1995     | 350 | 1,72 m    | Bình Thuận            | Được đặc cách vào thẳng vòng Chung kết                                                        |
| 37  | Hồ Thị Trinh Trinh        | 1998     | 100 | 1,72 m    | Ninh Thuận            |                                                                                               |
| 38  | Nguyễn Thị Mỹ Trinh       | 1994     | 307 | 1,74 m    | Quảng Trị             |                                                                                               |
| 39  | Trần Thị Ngọc Trúc        | 1996     | 420 | 1,72 m    | Tiền Giang            |                                                                                               |
| 40  | Ngô Thị Cẩm Tú            | 1996     | 314 | 1,70 m    | Bắc Ninh              |                                                                                               |
| 41  | Lê Thanh Tú               | 1996     | 127 | 1,67 m    | Hà Nội                | Top 15 Thắng thử thách "Tôi tự tin" Thắng thử thách "Tôi vì cộng đồng"                        |
| 42  | Lê Thị Ngọc Út (Bảo Ngọc) | 1992     | 232 | 1,72 m    | Kiên Giang            | Thắng thử thách "Tôi quyến rũ" Rút lui trước đêm chung kết vì lý do sức khỏe                  |
| 43  | Nguyễn Diễm Uyên          | 1997     | 308 | 1,67 m    | Thành phố Hồ Chí Minh | Thắng thử thách "Tôi vì cộng đồng" Rút lui trước đêm chung kết vì lý do cá nhân               |
| 44  | Trần Thị Kim Vàng         | 1995     | 325 | 1,68 m    | Long An               |                                                                                               |
| 45  | Đỗ Lan Vy                 | 1995     | 347 | 1,69 m    | Đắk Lắk               | Thắng thử thách "Tôi vì cộng đồng" Thắng thử thách "Tôi bản lĩnh"                             |

## Thông tin thí sinh
- H'Hen Niê: Tham gia Vietnam's Next Top Model 2014 và dừng chân sau vòng sơ khảo, Top 9 Vietnam's Next Top Model 2015, Top 5 Hoa hậu Hoàn vũ 2018, Quán quân Cuộc đua kỳ thú 2019 cùng Á hậu 2 Hoa hậu Hoàn vũ Việt Nam 2015 Lệ Hằng, Huấn luyện viên The Next Face Vietnam 2021, giám khảo Hoa hậu Hoàn vũ Việt Nam 2022, Hoa hậu Các dân tộc Việt Nam 2022 và Miss Peace Việt Nam 2022, Top 14 Chị đẹp đạp gió rẽ sóng 2023.
- Hoàng Thị Thùy: Quán quân Vietnam's Next Top Model 2011, Top 15 Top Model of the World 2012 cùng giải phụ Best Catwalk, Huấn luyện viên The Face Vietnam 2017, Top 20 Hoa hậu Hoàn vũ 2019, Huấn luyện viên Đại sứ Hoàn mỹ 2020 (Hoa hậu Chuyển giới Việt Nam 2020), có em gái là Hoàng Thị Linh tham gia Hoa hậu Hoàn vũ Việt Nam 2019 và dừng chân sau vòng sơ khảo.
- Mâu Thị Thanh Thủy: Tham gia Hoa hậu Việt Nam 2012 và dừng chân sau vòng chung khảo phía Nam, Top 28 Siêu mẫu Việt Nam 2012, Quán quân Vietnam's Next Top Model 2013, Huấn luyện viên Model Kid Vietnam 2019, Model Mentor Vietnam's Next Top Model 2024, Huấn luyện viên Hoa hậu Hoàn vũ Việt Nam 2022.
- Nguyễn Thị Lan Anh: Top 27 Nữ hoàng Trang sức Việt Nam 2015, Top 54 Hoa hậu Biển Việt Nam 2016, Top 20 Người đẹp Hạ Long 2016, Top 40 Hoa hậu Thế giới Việt Nam 2019.
- Tiêu Ngọc Linh: Á quân Vietnam's Next Top Model 2014.
- Chu Thị Minh Trang: Top 20 Hoa hậu Bản sắc Việt Toàn cầu 2016, Top 25 Hoa hậu Việt Nam 2018 cùng giải phụ Top 5 Người đẹp Nhân ái, Top 45 Hoa hậu Hoàn vũ Việt Nam 2019.
- Bùi Thanh Hằng: Top 15 Hoa hậu Siêu quốc gia Việt Nam 2018 cùng giải phụ Người đẹp được yêu thích nhất, đăng ký tham gia Hoa hậu Việt Nam 2018 nhưng rút lui sau đó.
- Phạm Thị Ngọc Quý: Giải nhất Teen Model 2010, Top 40 Hoa hậu Việt Nam 2014, Top 10 Hoa hậu Hoàn vũ Việt Nam 2015, Giải Bạc Siêu mẫu Việt Nam 2015, Top 5 Hoa hậu Bản sắc Việt Toàn cầu 2016.
- Nguyễn Thị Ngọc Anh: Á quân 2 Elite Model Look Vietnam 2014, tham gia The New Mentor - Người mẫu Toàn năng 2023 và dừng chân sau vòng chọn đội.
- Ngô Thị Quỳnh Mai: Quán quân Thần tượng Thời trang F-Idol 2012, Á khôi 1 Miss Sunplay 2012, Top 18 Vietnam's Next Top Model 2013, Top 12 Asia's Next Top Model 2015, Top 45 Hoa hậu Hoàn vũ Việt Nam 2015, Á quân The Face Vietnam 2016 - team Trần Ngọc Lan Khuê, tham gia Hoa hậu Biển Việt Nam 2016 nhưng rút lui sau vòng sơ khảo vì lý do cá nhân, Á hậu 4 Hoa hậu Hòa bình Việt Nam 2022 cùng giải phụ Best In Swimsuit (Fans Vote), Á quân 1 The New Mentor - Người Mẫu Toàn Năng - team Thanh Hằng.
- Trần Thị Thùy Trang: Top 45 Hoa hậu Hoàn vũ Việt Nam 2015, Top 36 Hoa hậu Việt Nam 2016.
- Lê Thanh Tú: Giải ba Miss Áo dài Nữ sinh Việt Nam 2015, Miss Hà Nội Photo Model 2015, Top 15 Hoa hậu Việt Nam 2018 kèm giải phụ Người đẹp Áo dài, Top 10 Hoa hậu Thế giới Việt Nam 2019 cùng các giải phụ (Người đẹp Tài năng, Top 7 Vũ điệu Việt Nam), đăng quang Hoa khôi Golf Việt Nam 2022.
- Lê Thị Hải Anh: Top 70 Hoa hậu Hoàn vũ Việt Nam 2015.
- Mai Anh: Top 30 Siêu mẫu Việt Nam 2018, tham gia Hoa hậu Hòa bình Việt Nam 2022 và dừng chân sau vòng Sơ khảo, Top 10 Hoa hậu Hoàn vũ Việt Nam 2025 cùng giải phụ (Người đẹp Thể thao, Top 5 Người đẹp Biển, Top 5 Người đẹp Tài năng, Top 12 Người đẹp Thời trang, Top 10 Cosmo Best Body Award, Top 10 Cosmo Best Smile Award).
- Đỗ Hương Ly: Top 20 Hoa hậu Bản sắc Việt Toàn cầu 2016
- Vũ Thị Tuyết Trang: Top 10 Nữ sinh viên Việt Nam duyên dáng 2013, Top 10 Hoa hậu Việt Nam 2018.
- Nguyễn Thị Anh: Thi đấu hơn 24 cuộc thi sắc đẹp và người mẫu, Top 10 Hoa hậu Hoàn cầu 2013, Đại diện Việt Nam tại Top Model of the World 2015 nhưng không có thành tích gì, Á hậu 3 Miss Onelife 2019, Top 45 Hoa hậu Hoàn vũ Việt Nam 2019.
- Nguyễn Thị Ngọc Thúy: Top 7 Vietnam's Next Top Model 2012.
- Bùi Quỳnh Hoa: Đăng quang Hoa hậu Áo dài Việt Nam Thế giới 2017, Top 40 Hoa hậu Biển Việt Nam Toàn cầu 2018, Giải vàng Siêu mẫu Việt Nam 2018, Top 10 Hoa hậu Hoàn vũ Việt Nam 2022 cùng các giải phụ (Top 8 Người đẹp Bản lĩnh, Top 10 Trang phục truyền thống đẹp nhất), Quán quân Siêu mẫu Quốc tế 2022 cùng giải phụ Best National Costume, Huấn luyện viên các cuộc thi (Miss International Queen Vietnam 2023, Hoa hậu Trái Đất Việt Nam 2023 và Miss International Queen Vietnam 2025,, đăng quang Miss Universe Vietnam 2023, Đại diện Việt Nam dự thi Hoa hậu Hoàn vũ 2023 nhưng không có thành tích gì.
- Bùi Lý Thiên Hương: Top 15 Hoa hậu Siêu quốc gia Việt Nam 2018, Đăng quang Hoa hậu Việt Nam Toàn thế giới 2018, Top 16 Hoa hậu Hoàn vũ Việt Nam 2022 cùng giải phụ (Top 12 Người đẹp Bản lĩnh, Top 10 Best Face, Top 10 Best Body, Top 22 Best Catwalk), Top 10 Hoa hậu Hòa bình Việt Nam 2022 cùng giải phụ (Best in Swimsuit, Giải ba Best Profile Picture, Top 18 Người đẹp Truyền cảm hứng, Top 18 We are Diamond by Diamond Fitness Center, Top 10 Top Bikini by Vera), Top 9 The New Mentor 2023 - team Thanh Hằng, Top 15 Hoa hậu Hòa bình Việt Nam 2024 cùng giải phụ (Best in Evening Gown, Top 5 Best in Swimsuit, Top 10 Best Introduction Video, Top 5 Best Seller Award, Top 8 Miss Elasten), Á hậu 1 Hoa hậu Trái Đất Việt Nam 2025 cùng giải phụ (Người đẹp Thời trang, Người đẹp Truyền thông, Top 5 Người đẹp Thể thao, Top 5 Người đẹp Biển, Top 5 Người đẹp Trang phục Môi trường).
- Nguyễn Phương Hoa: Top 30 Nữ sinh Duyên dáng Việt Nam 2016 cùng giải phụ Nữ sinh viên Hùng biện Tiếng Anh, Top 15 Hoa hậu Siêu quốc gia Việt Nam 2018 cùng giải phụ Người đẹp tri thức, Top 25 Hoa hậu Thế giới Việt Nam 2019 cùng các giải phụ (Người đẹp Thể thao, Top 7 Vũ điệu Việt Nam, Top 13 Người đẹp Tài năng), Top 35 Hoa hậu Hòa bình Việt Nam 2025.
- Phạm Thị Sương: Top 70 Hoa hậu Hoàn vũ Việt Nam 2015.
- Huỳnh Thị Cẩm Tiên: Top 15 Hoa hậu Siêu quốc gia Việt Nam 2018 cùng giải phụ Người đẹp Tài năng, Top 40 Hoa hậu Hoàn vũ Việt Nam 2023 cùng các giải phụ (Top 10 Miss Talent, Top 10 Best Interview)
- Hoàng Hải Thu: Á khôi 3 Hoa khôi Người mẫu ảnh Việt Nam 2017, tham gia Hoa hậu Việt Nam 2018 và dừng chân sau vòng sơ khảo, Top 25 Hoa hậu Thế giới Việt Nam 2019 cùng giải phụ (Người đẹp được yêu thích nhất, Top 5 Người đẹp Tài năng), nhận vai phản diện đầu tay trong phim Bão ngầm.
- Lâm Quế Phi: Top 45 Hoa khôi Sinh viên Việt Nam 2018, Top 25 Hoa hậu Thế giới Việt Nam 2019, Top 10 Hoa hậu Các Dân tộc Việt Nam 2022.
- Nguyễn Thị Huyền Trang: Á hoàng 2 Nữ hoàng Trang sức Việt Nam 2015, Top 5 Người đẹp Hạ Long 2016 cùng giải phụ Người đẹp Phong cách, Top 10 Hoa hậu Biển Việt Nam 2016 cùng giải phụ Người đẹp Ảnh, Top 5 Hoa hậu Đại dương Việt Nam 2017 cùng giải phụ (Thí sinh trình diễn bikini đẹp nhất, Người đẹp Thời trang, Nụ cười duyên Việt Nam), tham gia Hoa hậu Thế giới Việt Nam 2019 và dừng chân sau vòng Chung khảo phía Bắc.
- Trình Thị Mỹ Duyên: Top 45 Hoa hậu Hoàn vũ Việt Nam 2015, Top 10 Hoa hậu Biển Việt Nam 2016, Top 10 The Face Vietnam 2017 - team Lan Khuê, Á hậu 5 Hoa hậu Thế giới người Việt tại Pháp 2019, nhận vai chính trong bộ phim điện ảnh Kiều và phim Đừng nói khi yêu của VFC.
- Nguyễn Thị Thơm: Top 70 Hoa hậu Hoàn vũ Việt Nam 2015, Top 36 Hoa hậu Biển Việt Nam 2016, tham gia Hoa hậu Việt Nam 2016 và dừng chân sau vòng Chung khảo phía Bắc.
- Chúng Huyền Thanh: Top 70 Hoa hậu Hoàn vũ Việt Nam 2015 nhưng rút lui trước đêm bán kết vì lý do cá nhân, Á quân The Face Vietnam 2016 - team Hồ Ngọc Hà. Top 12 The New Mentor 2023 - team Hương Giang.
- Lê Thị Minh Mẫn: Tham gia Hoa hậu Việt Nam 2016 và dừng chân sau vòng Chung khảo phía Nam.
- Nguyễn Thị Thanh Trang: Á hậu 2 Hoa hậu Các quốc gia 2017 cùng giải phụ Miss All Nations Asia.
- Nguyễn Bảo Ngọc: Top 36 Hoa hậu Việt Nam 2016, Top 15 Hoa hậu Biển Việt Nam Toàn cầu 2018 cùng giải phụ Thí sinh mặc trang phục dạ hội đẹp nhất.
- Nguyễn Thị Ngọc Nữ: Đăng ký tham gia Hoa hậu Việt Nam 2018 nhưng rút lui trước khi vòng Chung khảo phía Bắc diễn ra.
- Vũ Thị Thanh Thanh: Top 44 Hoa hậu Việt Nam 2018.
- Lại Quỳnh Giang: Top 44 Hoa hậu Việt Nam 2018.
- Lê Thị Ngọc Út: Top 12 The Face Vietnam 2016 - team Lan Khuê, Giải Siêu mẫu có hình thể đẹp tại Siêu mẫu Việt Nam 2018 - team Kỳ Duyên.
- Trần Thị Ngọc Trúc: Top 5 Vietnam Fitness Model 2019, Top 45 Hoa hậu Hoàn vũ Việt Nam 2019.
- Lê Thu Trang: Top 70 Hoa hậu Hoàn vũ Việt Nam 2015 nhưng rút lui trước đêm bán kết vì lý do cá nhân, Top 10 Hoa hậu Hoàn vũ Việt Nam 2019, Quán quân The New Mentor 2023 - team Lan Khuê.
- Lê Nguyễn Trà My: Top 10 Hoa hậu Biển Việt Nam Toàn cầu 2018.
- Lê Thị Kiều Nhung: Á hậu 1 Hoa hậu Đại sứ Hoàn vũ người Việt 2018, Top 41 Hoa hậu Hoàn vũ Việt Nam 2022, đăng quang Hoa khôi Nam bộ 2022, Top 33 Miss Universe Vietnam 2024.
- Trần Thị Kim Vàng: Top 30 Hoa khôi Đồng bằng Sông Cửu Long 2015, Top 45 Hoa hậu Hoàn vũ Việt Nam 2019 nhưng rút lui trước đêm Bán kết vì lý do cá nhân.
- Đoàn Thị Hồng Trang: Top 20 Miss Áo dài Nữ sinh Việt Nam 2015, đăng quang Hoa khôi Miền Trung 2016, Đại diện Việt Nam tham gia Hoa hậu Sinh thái Quốc tế 2021 nhưng rút lui vào phút chót trước khi cuộc thi bắt đầu, Top 25 Hoa hậu Toàn cầu 2022.
- Thái Thị Hoa: Á hậu 2 Miss Vietnam Universe Ambassador 2018, Top 10 Global Asian Model 2019, Đại diện Việt Nam tham gia Hoa hậu Trái Đất 2020 và đạt giải thưởng phụ (Best National Costume Asia & Oceania, 2nd Runner-up Long Gown Competition Asia & Oceania, Top 15 Jewel Beauty Strong Earth Ambassador).

## Dự thi Quốc tế
| Cuộc thi                       | Tên                    | Danh hiệu        | Thứ hạng                  | Giải thưởng đặc biệt |
| ------------------------------ | ---------------------- | ---------------- | ------------------------- | --- |
| Miss Universe 2018             | H'Hen Niê              | Hoa hậu          | Top 5                     | Không |
| Top Model of the World 2012    | Hoàng Thị Thùy         | Á hậu 1          | Top 15                    | Best Catwalk |
| Miss Universe 2019             | Hoàng Thị Thùy         | Á hậu 1          | Top 20                    | Không |
| The Miss Globe 2013            | Nguyễn Thị Anh         | Top 15           | Top 10                    | Không |
| Top Model of the World 2015    | Nguyễn Thị Anh         | Top 15           | Không đạt giải            | Không |
| Miss Onelife 2019              | Nguyễn Thị Anh         | Top 15           | 3rd Runner-up             | Không |
| Asia's Next Top Model 2016     | Ngô Thị Quỳnh Mai      | Top 70 (Rút lui) | Top 12                    | Không |
| Miss All Nations 2017          | Nguyễn Thị Thanh Trang | Top 70           | 2nd Runner-up             | Miss All Nations Asia |
| Miss Vietnam World France 2019 | Trình Thị Mỹ Duyên     | Top 45           | 5th Runner-up             | Không |
| Global Asian Model 2019        | Thái Thị Hoa           | Top 70           | Top 10                    | Không |
| Miss Earth 2020                | Thái Thị Hoa           | Top 70           | Không đạt giải            | Best National Costume (Asia & Oceania) Long Gown Competition (Asia & Oceania) Top 15 Jewel Beauty Strong Earth Ambassador |
| Miss Global 2022               | Đoàn Thị Hồng Trang    | Top 45           | Top 25                    | Không |
| Miss Aodai Vietnam World 2017  | Bùi Quỳnh Hoa          | Top 45           | Miss Aodai Vietnam World  | Không |
| Super Model International 2022 | Bùi Quỳnh Hoa          | Top 45           | Super Model International | Best National Costume |
| Miss Universe 2023             | Bùi Quỳnh Hoa          | Top 45           | Không đạt giải            | Không |